# Matola
Matola es una ciudad en el sur de Mozambique, capital de la provincia de Maputo, ha tenido su propio gobierno municipal electo desde 1998. Está localizada 12 kilómetros al oeste de la capital del país, Maputo. Cuenta con un puerto y también con la mayor zona industrial de Mozambique. La población de Matola es de 1.032.197 habitantes según el censo de 2017.

## Población
| 1991    | 1997    | 2007    | 2017      |
| ------- | ------- | ------- | --------- |
| 337 000 | 440 927 | 675 422 | 1.032.197 |

## Economía
Matola es un importante centro industrial de Mozambique, posee un puerto para la exportación de minerales de cromo, hierro y otras mercancías provenientes de Suazilandia y Sudáfrica. Su industria incluye refinerías de petróleo (actualmente inactivas) y fábricas de jabón, cemento y procesamiento de productos agrícolas.
La principal empresa de Matola es la fundidora de aluminio MOZAL, que abrió sus puertas en 2002, la única que ha triplicado las exportaciones de Mozambique y ha aumentado en un 7% su PIB. La planta pertenece a BHP Billiton, planea aumentar la capacidad de producción de aluminio de 550 000 a 800 000 toneladas.